# ASC HLM
El Association Sportive et Culturelle Habitation à Loyer Modéré es un equipo de fútbol de Senegal que juega en la Primera División de Senegal, la segunda liga de fútbol más importante del país.

## Historia
Fue fundado en el año 1991 en la capital Dakar y nunca ha sido campeón de la Liga senegalesa de fútbol, aunque sí ha ganado el título de copa 1 vez, haciendo historia por ser el primer equipo de una división inferior de Senegal en ganar el torneo. Descendió de la Liga senegalesa de fútbol en el año 2011 tras quedar en la última posición entre 16 equipos.
A nivel internacional ha participado en 2 torneos continentales, en los cuales nunca ha superado la Segunda ronda.

## Palmarés
- Copa senegalesa de fútbol: 1

2012

## Participación en competiciones internacionales

### CAF
| Temporada | Torneo                       | Ronda      | Club      | Casa | Visita | Global |
| --------- | ---------------------------- | ---------- | --------- | ---- | ------ | ------ |
| 2013      | Copa Confederación de la CAF | Preliminar | GAMTEL FC | 1-3  | 1-2    | 2-5    |

### WAFU
- Campeonato de Clubes de la WAFU: 1 aparición

2009 - Segunda ronda